# Oblastní rada Centrální Arava
Oblastní rada Centrální Arava (hebrejsky מועצה אזורית הערבה התיכונה‎, Mo'aca ezorit ha-Arava ha-Tichona) je oblastní rada (jednotka územní správy a samosprávy) v jižním distriktu v Izraeli.

## Geografie

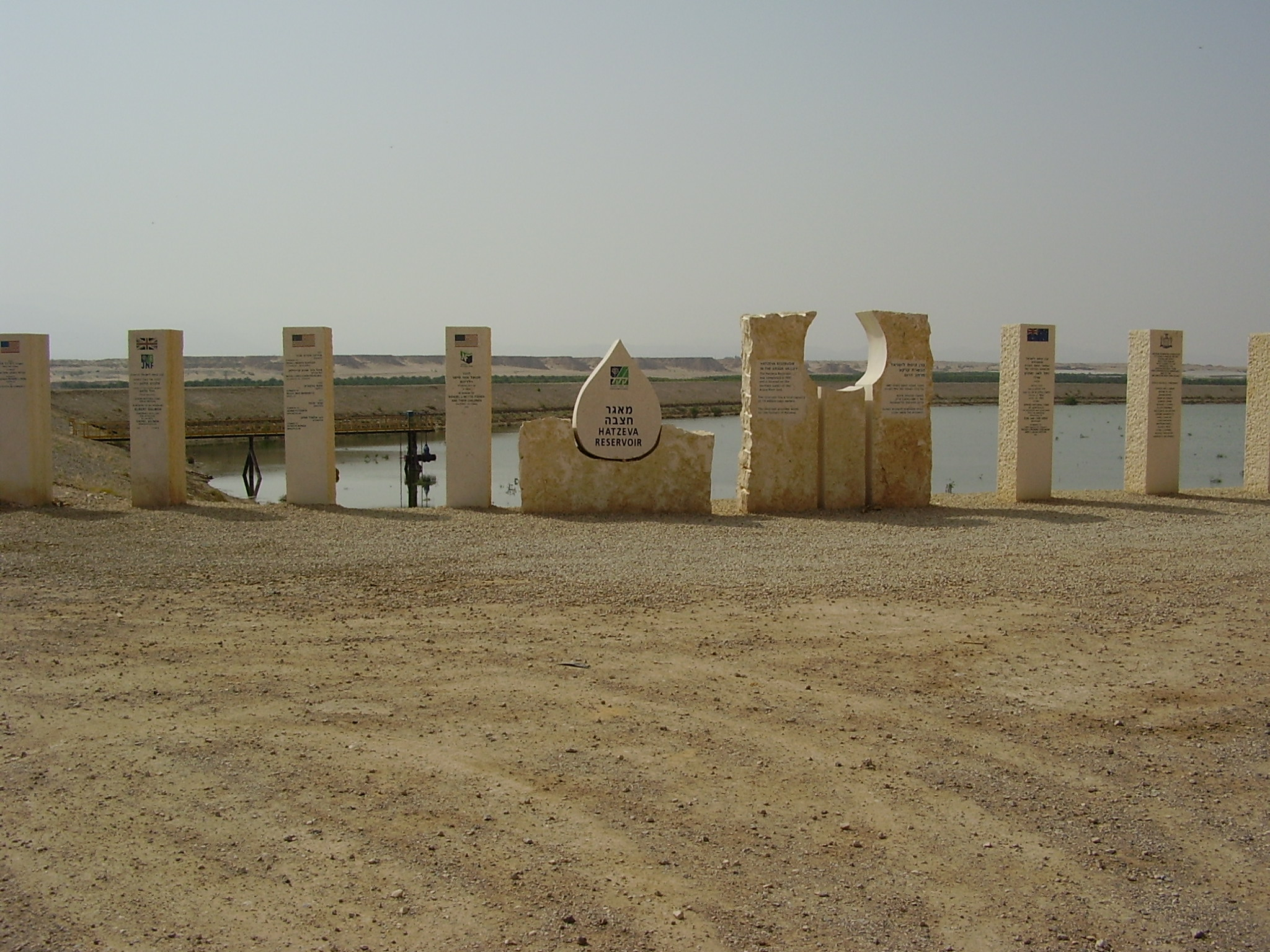
Nádrž Chaceva v Negevu

Rada se rozkládá na východním okraji izraelského území při hranicích s Jordánskem v příkopové propadlině údolí Vádí al-Araba jižně od Mrtvého moře. Jde o pás řídkého vesnického osídlení bez městských center, který sleduje dálnici číslo 90, jež je nejdelší severojižní izraelskou silnicí. Západně od něj se zvedá aridní oblast Negevské pouště. Plocha Oblastní rady Centrální Arava dosahuje 1500 kilometrů čtverečních.

## Dějiny
Židovská sídelní síť zde začala vznikat až ve 2. polovině 20. století, tedy po válce za nezávislost a vzniku státu Izrael v roce 1948. Doplňování osídlení zde pokračuje do současnosti, jde stále o velmi řídce osídlenou pouštní krajinu.
Oblastní rada Centrální Arava byla založena v roce 1976. Podle jiného zdroje roku 1977, další zdroj uvádí rok založení 1978. Její jméno odkazuje na údolí Vádí al-Araba.
Starostou rady je עזרא רבינס - Ezra Rabins. Rada má velké pravomoci zejména v provozování škol, územním plánování a stavebním řízení nebo v ekologických otázkách. Sídlo úřadů oblastní rady se nachází v obci Sapir.

## Seznam sídel
Oblastní rada Centrální Arava zahrnuje šest obcí, sedmé sídlo (Cukim) není zatím administrativně uznáno za samostatnou obec ale má už separátní členský status v rámci oblastní rady. Organizačně jde o pět zemědělských osad družstevního typu mošav a dvě společné osady.
Mošavy
- Cofar (צופר)
- Ejn Jahav (עין יהב)
- Chaceva (חצבה)
- Idan (עידן)
- Paran (פארן)

Společné osady
- Sapir (ספיר)
- Cukim (צוקים)

## Demografie
Podle Centrálního statistického úřadu žilo v oblastní radě k roku 2006 celkem 2500 obyvatel a obyvatelstvo rady bylo téměř výhradně židovské (95,7 %). Roční přírůstek činil 4,6 %. K 31. prosinci 2014 žilo v Oblastní radě Centrální Arava 3100 obyvatel. Z celkové populace bylo 2900 Židů. Včetně statistické kategorie "ostatní" tedy nearabští obyvatelé židovského původu, ale bez formální příslušnosti k židovskému náboženství jich bylo 3100.
| Rok            | 1983  | 1995  | 2006  | 2008  | 2009  | 2010  | 2011  | 2012  | 2013  | 2014  |
| -------------- | ----- | ----- | ----- | ----- | ----- | ----- | ----- | ----- | ----- | ----- |
| Počet obyvatel | 1 500 | 2 000 | 2 500 | 2 500 | 2 500 | 2 700 | 2 800 | 2 900 | 3 000 | 3 100 |